# Jarrow
Jarrow este un oraș în comitatul Tyne and Wear, regiunea North East, Anglia. Orașul se află în districtul metropolitan South Tyneside.

## Personalități născute aici
- Alan Donnelly (n. 1957), om politic, europarlamentar.